# Karl Schlögel

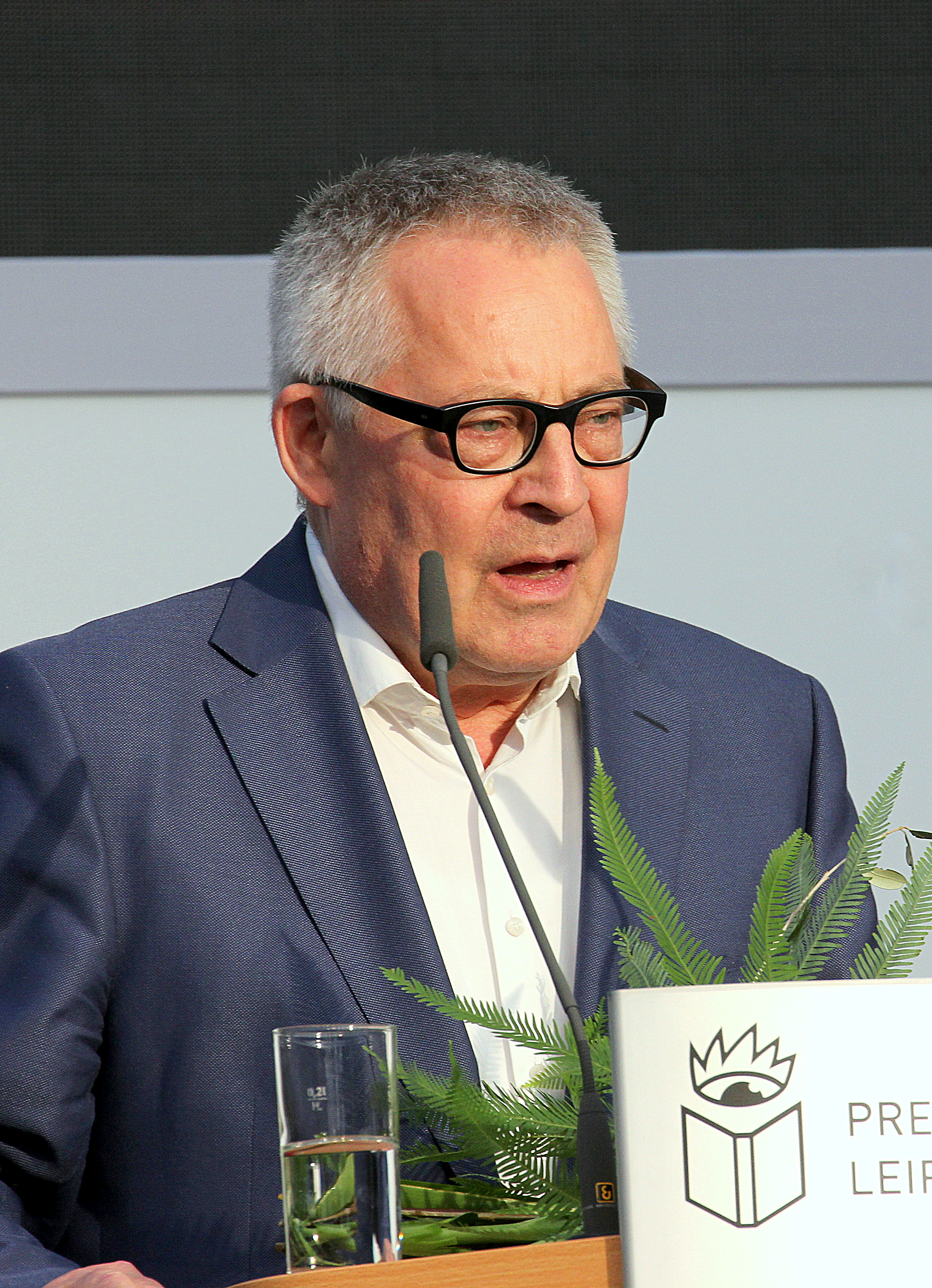
Karl Schlögel, 2018

Karl Schlögel (* 7. März 1948 in Hawangen) ist ein deutscher Osteuropahistoriker und Publizist. Er war Hochschullehrer in Konstanz und Frankfurt (Oder). Seine Forschungsschwerpunkte sind russische Moderne und Stalinismus, russische Diaspora und Dissidentenbewegung, Kulturgeschichte osteuropäischer Städte und theoretische Probleme historischer Narration. Für 2025 wurde ihm der Friedenspreises des Deutschen Buchhandels zuerkannt.

## Leben
Schlögel kam als zweites von sechs Kindern des Landwirtsehepaars Clemens und Victoria Schlögel zur Welt. Nach der Volksschule in Hawangen besuchte er die Benediktinergymnasien im Kloster Ottobeuren (Collegium Rupertinum) und im Kloster Scheyern. In Oberbayern bestand er 1967 die Abiturprüfung. Nach dem Zivildienst in Bonn begann er im Frühjahr 1969 an der Freien Universität Berlin Philosophie, Soziologie, Osteuropäische Geschichte und Slawistik zu studieren. Die Entscheidung für die Studienrichtung war vorbereitet durch Reisen in die Tschechoslowakei (1965) und die Sowjetunion (1966) und durch die Studentenbewegung, deren Auflösung er an der FU miterlebte: in der Roten Zelle Slawistik, in ersten Beiträgen für die anarchistische Zeitschrift Agit 883, in der spontaneistischen Proletarischen Linken/Partei-Initiative und ab 1972 bis 1980 kontinuierlich in der maoistisch orientierten KPD-Aufbauorganisation bzw. deren Kommunistischem Studentenverband KSV, dessen Zentralorgan Dem Volke Dienen er zeitweise in Dortmund und Köln leitete. 
Über die Erfahrung dieser Jahre hat er zusammen mit Willi Jasper und Bernd Ziesemer 1980 den Band Partei kaputt: Das Scheitern der KPD und die Krise der Linken publiziert. Im Jahre 1981 brachte er sein Studium an der FU zum Abschluss mit einer Dissertation über Arbeiterkonflikte in der Sowjetunion nach Stalin. Die Arbeit trug den Titel Widerstandsformen der sowjetischen Arbeiterschaft 1953–1980 und erschien 1984 unter dem Titel Der renitente Held. Arbeiterprotest in der Sowjetunion (1953–1983). Schlögel ging 1982 als Stipendiat des Deutschen Akademischen Austauschdienstes (DAAD) an die Lomonossow-Universität Moskau, wo er sich schwerpunktmäßig mit der Geschichte der russischen Intelligenzija im 19. und 20. Jahrhundert beschäftigte.
Nach seiner Rückkehr arbeitete Schlögel als Privatgelehrter und freier Autor für den Rundfunk. Er  veröffentlichte in der Schriftenreihe des Bundesinstituts für ostwissenschaftliche und internationale Studien (BIOSt) in Köln und schrieb für verschiedene Zeitungen, darunter Rheinischer Merkur, Der Tagesspiegel, Frankfurter Allgemeine Zeitung und Die Zeit. 1984 erschien im Verlag von Wolf Jobst Siedler das in Moskau geschriebene Buch Moskau lesen, 1985 griff er mit seinem Essay Die Mitte liegt ostwärts. Die Deutschen, der verlorene Osten und Mitteleuropa in die Debatte über die Veränderungen in Zentraleuropa ein, 1989 erschien ebenfalls bei Siedler Jenseits des Großen Oktober. Petersburg 1909–1921. Laboratorium der Moderne, für das er in Moskau und Leningrad recherchiert hatte.
1990 erhielt er den Ruf auf die neugegründete Professur für Osteuropäische Geschichte an der Universität Konstanz, wo er von 1990 bis 1994 lehrte und sein Forschungsprojekt zur russischen Emigration in Deutschland begann. 1995 übernahm er die Professur für Osteuropäische Geschichte an der 1991 neu gegründeten Europa-Universität Viadrina in Frankfurt (Oder), wo er bis zu seiner Emeritierung im Jahre 2013 blieb. Von 2003 bis 2005 war er hier Dekan der Kulturwissenschaftlichen Fakultät. Mit der Aufnahme der Arbeit an der Viadrina rückten die Geschichte Polens und der deutsch-polnischen Beziehungen, speziell des Oderraums, sowie Grundfragen kulturwissenschaftlicher Theorie und Methode in Schlögels Blickfeld.
Zu Schlögels Lehr- und Forschungstätigkeit gehörten zahlreiche Fellowships und  Forschungsaufenthalte: in Leningrad 1987 (DFG), in den USA 1986, 1988 (German Marshall Fund), ein Habilitationsstipendium 1989 (DFG), Senior Fellow am Collegium Budapest 2000/2001, Visiting Fellow am St Antony’s College Oxford 2002, Stipendiat am Historischen Kolleg in München 2005/2006, Fellow am Swedish Collegium for Advanced Social Studies (SCASS) in Uppsala 2006/2007, Fellow am Wissenschaftskolleg zu Berlin 2010/2011, Stipendiat der Carl Friedrich von Siemens Stiftung München 2013/2014, Senior Fellow des Internationalen Forschungszentrums Kulturwissenschaften (IFK) Wien 2015.
Reisen als Form der Welterkundung, insbesondere der für seine Arbeit relevanten Regionen, sind fester Bestandteil seines Curriculums – sie führten ihn in die Tschechoslowakei (seit 1965), die Sowjetunion (regelmäßig seit 1966), das Baltikum und Polen, nach Südosteuropa einschließlich der Türkei, in die USA (seit 1969 regelmäßig), die VR China (seit 1978 mehrmals) – was auch in seinen Publikationen zum Ausdruck kommt.
Außerhalb der Universität hat Schlögel konzeptionell an der Vorbereitung von Ausstellungen mitgewirkt: „Moskau-Berlin/Moskva-Berlin“ 1995 im Berliner Gropiusbau (zusammen mit Fritz Mierau), die Ausstellung „Oder-Panorama/Panorama Odry – Bilder von einem europäischen Strom“ im Jahre 2006 in Frankfurt (Oder) (anschließend in zahlreichen polnischen Städten), die Ausstellung „Via Regia“ in Görlitz 2012.
Schlögel war Mitglied der Academia Artium et Scientiarum, des Verbands Deutscher Historiker, des Beirats des Stipendien-Programms der Zeit-Stiftung Ebelin und Gerd Bucerius, des wissenschaftlichen Beirats des Deutsch-Russischen Museums Berlin-Karlshorst sowie der Forschungsstelle Osteuropa an der Universität Bremen. Er war zeitweilig Mitherausgeber der Zeitschrift Rossica (Prag) und East Central Europe (Budapest). Schlögel ist Mitglied des PEN-Zentrums Deutschland und Mitglied der Jury zur Verleihung des Friedenspreises des Börsenvereins des Deutschen Buchhandels. 2009 bzw. 2013 hielt er die Laudatio auf die Friedenspreisträger Claudio Magris bzw. Swetlana Alexijewitsch in der Frankfurter Paulskirche.
Karl Schlögel ist mit der Autorin und Publizistin Sonja Margolina verheiratet und lebt in Berlin.

## Geschichtsschreibung und Zeitgenossenschaft
Anders als viele Vertreter seines Faches sieht Schlögel in lebendiger Zeitgenossenschaft nicht ein Hindernis für objektive Geschichtsschreibung, sondern eine wesentliche Bedingung. Durch sie werde der Gegenstand überhaupt erst konstituiert. Schlögels Themen leiten sich eher aus einer lebensgeschichtlich bedingten Erfahrung als aus einer Logik der Forschung ab.
Die Beschäftigung mit Themen wie Flüchtlingsbewegung und Diaspora, Terror und Ideologie, Intelligenzija und bürgerliche Gesellschaft wurden durch die unmittelbare Begegnung mit den Flüchtlingen und Emigranten der Nachkriegszeit, mit den osteuropäischen Dissidenten, aber auch durch die Auseinandersetzung mit der eigenen politischen Praxis ausgelöst. Die Skepsis gegenüber einer angeblich von Ideen und Ideologien gesteuerten Geschichte und die Hinwendung zur Analyse von Formen vorpolitischer materialer und alltäglicher Kultur hat darin ihren Grund.
Als produktiv hat sich in Schlögels Augen ein phänomenologischer Zugang erwiesen, der erstmals in Moskau lesen erprobt wurde: die gebaute Welt, der Stadtraum, als Palimpsest, das dechiffriert werden kann. Kein Zufall ist, dass in der Folgezeit alle größeren Studien ortszentriert waren, aber nicht im Sinne einer Lokalgeschichte, sondern die Stadt wurde vielmehr als analytische Meso-Ebene und geschichtlicher Mikrokosmos gesehen. Die Rehabilitierung der räumlichen Dimension für die Geschichtsschreibung ist das Thema der theoretischen Arbeit Im Raume lesen wir die Zeit (2003). Die daraus sich ergebenden Konsequenzen für die Bauformen des historischen Erzählens sind im Buch Terror und Traum. Moskau 1937 (2008) erprobt worden, während eine generalisierende Theorie historischer Erzählung in einem „Narrativ der Gleichzeitigkeit“ bisher nur als Entwurf vorliegt.
Schlögel besteht darauf, dass die Bauformen des Erzählens nicht primär eine Frage der Rhetorik oder des literarischen Stils, sondern in erster Linie eine epistemologische seien (2011). In diesem Rahmen hat er ein weitgespanntes und vielfältiges Werk vorgelegt, in dem der Essay als tentatives, exploratives Genre von zentraler Bedeutung ist. Die Mitte liegt ostwärts (1985) hat den Blick auf eine lange im toten Winkel der Wahrnehmung liegende kulturelle Welt geöffnet. In diesen Kontext gehören auch die über zwei Jahrzehnte hin verfassten Porträts von Städten im mittleren und östlichen Europa (2001).
In systematischer Form eines mehrjährigen Forschungsprojekts – gefördert vom Bundesministerium für Wissenschaft und Technologie – wurde die Geschichte der russischen Diaspora aufgearbeitet; die „Archiv-Revolution“ in Russland machte es möglich, dass mehrere Bände zum Thema, einschließlich einer synthetischen Studie über das Russische Berlin (1998), erscheinen konnten. Die Arbeitsunterlagen, Materialien und Dokumentation des Forschungsprojektes werden im Archiv der Forschungsstelle Osteuropa an der Universität Bremen verwahrt.
Der Standort der Europa-Universität Viadrina legte es nahe, sich mit der Geschichte der Zwangsmigrationen und Grenzverschiebungen in Europa in der ersten Hälfte des 20. Jahrhunderts zu beschäftigen. Der Versuch Schlögels, gemeinsam mit Götz Aly, aus einem Forschungskolleg und einer internationalen Konferenz im Jahre 1996 ein größeres Forschungsprojekt hervorgehen zu lassen, scheiterte an der Ablehnung durch Gutachter der DFG – dies in einer Zeit, als das Thema sowohl in Polen als auch in der Bundesrepublik leidenschaftlich diskutiert wurde und Bedarf an historischer Aufklärung bestand.
Schlögel hat die russische Geschichte kontinuierlich, aber zentriert auf bestimmte Knotenpunkte bearbeitet. Sankt Petersburg als Zentrum der russischen Moderne (1988), das russische Berlin der Zwischenkriegszeit als Kreuzungspunkt deutsch-sowjetischer Beziehungen (1998), Moskau im Jahre des Großen Terrors 1937 (2008) – Monographien, die für ihre Lesbarkeit auch über ein engeres Fachpublikum hinaus gelobt und manche in mehrere Sprachen übersetzt wurden.

### Reisen
Schlögel hat in seiner Zeit als akademischer Lehrer versucht, die Exkursion zu einer methodisch strengen Form der Wahrnehmung und der wissenschaftlichen Reflexion auszuarbeiten. Exemplarisch dafür stehen Exkursionen nach Łódź (Manchester des Ostens 1995), Kaliningrad/Königsberg (Geschichte einer Doppelstadt 1996), Lublin, Rzeszów, Zamość (Kultur des Shtetl 2000),  zum Weißmeer-Ostsee-Kanal, nach Solowki (Klosterinsel und Geburtsort des Gulag 2001) und Sankt Petersburg (History takes place 2003). Auch die Erschließung der Oder als Kulturraum und die Initiierung eines Stadtforums für Fragen der Gestaltung des Stadtraums in Frankfurt (Oder) sollten Schlögel zufolge die Studenten motivieren, der Welt mit offenen Sinnen und zugleich reflektiert zu begegnen.

### Invasion der Ukraine

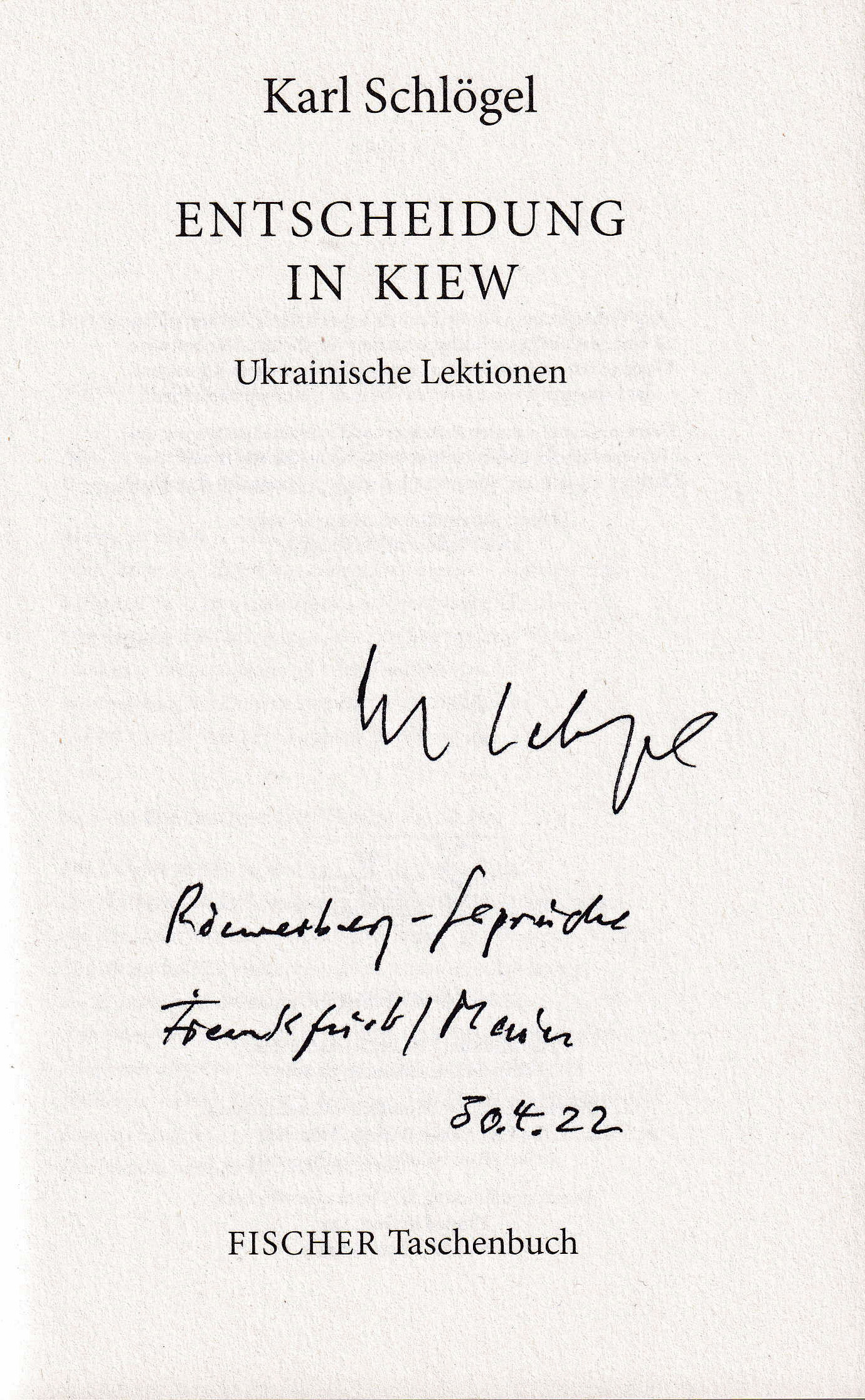
Autograph von Karl Schlögel

Die Annexion der Krim durch Russland hat Schlögel dazu gebracht, sich intensiv mit der Geschichte der Ukraine zu beschäftigen. Er bemerkte, eine „deutsch-russische Freundschaft“ sei trotz einer begrüßenswerten Normalisierung der Beziehungen bis zur Krise 2014 schon zuvor zulasten der anderen ehemaligen Sowjetrepubliken erfolgt. Im Zusammenhang mit Putins Angriffskrieg auf die Ukraine seit Februar 2022 wendete sich Schlögel gegen dessen geschichtspolitische Begründung. Es gehe Putin darum, die Ukraine als eigenständige Nation zu negieren und so zu tun, als habe die derzeitige Regierung mit dem ukrainischen Volk nichts zu tun. Er propagiere schon seit Jahren die „Russkij Mir“, die „russische Welt“, ein imperiales und völkisches Konzept, demzufolge überall dort, wo Russen leben und wo Russisch gesprochen wird, ein Recht Russlands bestehe, mitzureden und zu intervenieren. Putin komme nicht damit zurecht, dass das sowjetische Imperium zerfallen sei. Er flüchte sich zu Stalin, der das große Land zusammengehalten und das Auseinanderdriften der Republiken aufgehalten habe. „Er schleppt die ganze unverarbeitete imperiale Geschichte der Russen mit sich, die unbewältigte Vergangenheit Russlands und der Sowjetunion. Zugleich unterdrückt er die Aufarbeitung und damit das Freiwerden für die Zeit nach dem Imperium.“ Seine Auszeichnung mit der russischen Puschkin-Medaille wies Schlögel im Kontext des russischen Angriffskrieges zurück.
Forderungen unter deutschen Intellektuellen, die sich gegen Waffenlieferungen an die Ukraine aussprechen und stattdessen Verhandlungen mit Russland anstreben, haben laut Schlögel „etwas mit völliger Unkenntnis der Lage zu tun.“ Darunter seien Leute, die sich noch nie mit dem östlichen Europa beschäftigt hätten, sich aber herausnähmen, den Ukrainern Ratschläge zu erteilen. Wer etwa die Krim als russisches Territorium ansehe, legitimiere den Völkerrechtsbruch. Dass die Wiederherstellung der territorialen Integrität der Ukraine einem Angriff auf Russland gleichkomme, ist für Schlögel „eine ungeheuerliche These“ und Umkehr der Opfer-Täter-Beziehung. „Jeder Tag, an dem Raketen auf Städte niedergehen und Verbrechen begangen werden, ist der Beweis dafür, dass es im Augenblick überhaupt keine Grundlage für Friedensverhandlungen gibt.“

## Publikationen

### Monographien
- mit Willi Jasper und Bernd Ziesemer: Partei kaputt: Das Scheitern der KPD und die Krise der Linken. Olle & Wolter, Berlin 1980, ISBN 3-88395-704-6.
- Moskau lesen. 1984 (veränderte Neuauflage): Moskau lesen. Verwandlungen einer Metropole. Hanser, München 2011, ISBN 978-3-446-23655-4.
- Der renitente Held. Arbeiterprotest in der Sowjetunion (1953–1983). Junius Verlag, Hamburg 1984, ISBN 3-88506-125-2.
- Das Wunder von Nishnij oder Die Rückkehr der Städte. Berichte und Essays. Reihe Die Andere Bibliothek, Eichborn, Frankfurt am Main 1991, ISBN 3-8218-4077-3.
- Go East oder Die zweite Entdeckung des Ostens. Siedler, Berlin 1995, ISBN 3-88680-547-6.
- Promenade in Jalta und andere Städtebilder. Hanser, München 2001, ISBN 3-596-15574-6.
- Die Mitte liegt ostwärts: Europa im Übergang. Hanser, München 2002, ISBN 3-446-20155-6.
- Petersburg. Das Laboratorium der Moderne 1909–1921. Hanser, München 2002, ISBN 3-596-16720-5.
- Im Raume lesen wir die Zeit: Über Zivilisationsgeschichte und Geopolitik. Hanser, München 2003, ISBN 3-446-20381-8.
- Marjampole oder Europas Wiederkehr aus dem Geist der Städte. Hanser, München 2005, ISBN 3-596-17786-3.
- Planet der Nomaden. JWS, Berlin 2006, ISBN 3-937989-16-1.
- Das russische Berlin. Ostbahnhof Europas. Ergänzte und aktualisierte Neuausgabe von: Berlin, Ostbahnhof Europas. Siedler, München 2007, ISBN 978-3-570-55022-9.
- Terror und Traum. Moskau 1937. Hanser, München 2008, ISBN 978-3-446-23081-1.
- Grenzland Europa. Unterwegs auf einem neuen Kontinent. Hanser, München 2013, ISBN 978-3-446-24404-7.
- Archäologie des Kommunismus oder Russland im 20. Jahrhundert. Ein Bild neu zusammensetzen. (= Themen. Band 99). Carl Friedrich von Siemens Stiftung, München 2014, ISBN 978-3-938593-23-3.
- mit Irina Scherbakowa: Der Russland-Reflex. Einsichten in eine Beziehungskrise. edition Körber-Stiftung, Hamburg 2015, ISBN 978-3-89684-169-8.
  - Aktualisierte und erweiterte Neuausgabe, 2022, ISBN 978-3-446-27657-4.
- Entscheidung in Kiew. Ukrainische Lektionen. Hanser, München 2015, ISBN 978-3-446-24942-4.
- Das sowjetische Jahrhundert. Archäologie einer untergegangenen Welt.  C. H. Beck, München 2017, ISBN 978-3-406-71511-2 (wieder aufgelegt in der Edition C. H. Beck Paperback 2020: ISBN 978-3-406-74831-8).
- Der Duft der Imperien. Hanser, München 2020, ISBN 978-3-446-26582-0.
- American Matrix. Besichtung einer Epoche. Hanser, München 2023, ISBN 978-3-446-27839-4.

### Herausgeberschaften und Übersetzungen
- A. M. Pankratova, Fabrikräte im Kampf um die sozialistische Fabrik. Fischer Taschenbuch Verlag, Frankfurt am Main 1976, ISBN 3-436-01867-8.
- Wegzeichen. Zur Krise der russischen Intelligenz. Essays von Nikolaj Berdjaev, Sergej Bulgakov, Michail Gersenzon, Aleksandr Izgoev, Bogdan Kistjakovskij, Petr Struve und Semen Frank. Eichborn, Frankfurt am Main 1990, ISBN 3-8218-4067-6.
- Der Große Exodus. Die russische Emigration und ihre Zentren 1917–1941. C. H. Beck, München 1994, ISBN 3-406-38656-3.[24]
- Russische Emigration in Deutschland 1918 bis 1941. Leben im europäischen Bürgerkrieg. Akademie Verlag, Berlin 1995, ISBN 3-05-002801-7. Auszüge
- mit Katharina Kucher, Bernhard Suchy und Gregor Thum (Hrsg.): Chronik russischen Lebens in Deutschland 1918–1941. Akademie Verlag, Berlin 1999, ISBN 3-05-003297-9.  Auszüge
- Nikolai Anziferow. Die Seele Petersburgs. Hanser, München 2003, ISBN 3-446-20317-6.
- Russian-German Special Relations in the Twentieth Century. A Closed Chapter? Berg Publishers, Oxford/New York 2006, ISBN 1-84520-177-9.
- mit Beata Halicka (Hrsg.): Oder-Odra. Blicke auf einen europäischen Strom. Lang, Frankfurt am Main 2007, ISBN 978-3-631-56149-2.
- mit Frithjof Benjamin Schenk und Markus Ackeret (Hrsg.): Sankt Petersburg. Schauplätze einer Stadtgeschichte. Campus Verlag, Frankfurt am Main/New York 2007, ISBN 978-3-593-38321-7.
- mit Ralf Roth (Hrsg.): Neue Wege in ein neues Europa. Geschichte und Verkehr im 20. Jahrhundert. Campus Verlag, Frankfurt am Main u. a. 2009, ISBN 978-3-593-38900-4.
- unter Mitarbeit von Elisabeth Müller-Luckner: Mastering Russian Spaces. Raum und Raumbewältigung als Probleme der russischen Geschichte. (= Schriften des Historischen Kollegs. Kolloquien. Band 74). Oldenbourg, München 2011, ISBN 978-3-486-70445-7. (Volltext als PDF)
- mit Karl-Konrad Tschäpe (Hrsg.): Die russische Revolution und das Schicksal der russischen Juden. Eine Debatte in Berlin 1922/23. Matthes & Seitz, Berlin 2014, ISBN 978-3-88221-088-0.

## Ehrungen
- 1986: Essay-Preis der Berliner Tageszeitung Der Tagesspiegel
- 1990: Prix européen de l’essai Charles Veillon (Europäischer Essaypreis Charles Veillon).
- 1999: Anna-Krüger-Preis des Wissenschaftskollegs zu Berlin[25]
- 2003 Nikolaj-Anziferow-Preis der Lichatschow-Stiftung der Sankt Petersburg 2003 (für das beste ausländische Buch über Sankt Petersburg)
- 2004: Sigmund-Freud-Preis für wissenschaftliche Prosa
- 2004: Georg-Dehio-Buchpreis (Hauptpreis)[26]
- 2005: Lessing-Preis der Freien und Hansestadt Hamburg
- 2005: Bundesverdienstkreuz am Bande
- 2009: Leipziger Buchpreis zur Europäischen Verständigung für Terror und Traum. Moskau 1937
- 2010: Samuel-Bogumil-Linde-Preis, gemeinsam mit Adam Krzemiński
- 2012: Hoffmann-von-Fallersleben-Preis[27] der Hoffmann-von-Fallersleben-Gesellschaft in Wolfsburg
- 2012: Franz-Werfel-Menschenrechtspreis,[28] verliehen vom Zentrum gegen Vertreibungen des Bundes der Vertriebenen
- 2013: Puschkin-Medaille[29] (Schlögel erklärte im Mai 2014, dass er diese Auszeichnung nicht annehmen werde.[30])
- 2015: Fellow der Stiftung Carl Friedrich von Siemens Fellowships[31]
- 2016: Preis des Historischen Kollegs, vornehmlich für Terror und Traum. Moskau 1937[32]
- 2017: Pour le Mérite für Wissenschaften und Künste
- 2018: Preis der Leipziger Buchmesse für Das sowjetische Jahrhundert. Archäologie einer untergegangenen Welt (Kategorie: Sachbuch/Essayistik)
- 2019: Verdienstorden der Bundesrepublik Deutschland, Großes Bundesverdienstkreuz mit Stern
- 2024: Gerda Henkel Preis[33]
- 2025: Friedenspreis des Deutschen Buchhandels[34]